# Saccoloma galeottii
Saccoloma galeottii är en ormbunkeart som först beskrevs av Fée, och fick sitt nu gällande namn av A. Rojas. Saccoloma galeottii ingår i släktet Saccoloma och familjen Saccolomataceae. Inga underarter finns listade.